# Dual polygon
Inom geometrin förekommer polygoner i par kallade duala polygoner, hos vilka hörnen på den ena motsvarar kanterna på den andra och vice versa.

## Egenskaper

"Dorman Luke"-konstruktion som visar hur en rombisk yta är dual till en rektangulär vertexfigur.

Regelbundna polygoner är självduala.
Dualen till en isogonal (hörn-transitiv) polygon är en isotoxal (kant-transitiv) polygon. Till exempel är den isogonala rektangeln och den isotoxala romben varandras dualer.
I en cyklisk polygon motsvaras längre sidor av större yttervinklar hos dualen (en tangentiell polygon) och kortare sidor av mindre vinklar. Vidare motsvaras kongruenta sidor av kongruenta vinklar i dualen. Så är till exempel dualen till en spetsvinklig ("hög och smal") likbent triangel en trubbvinklig ("låg och bred") likbent triangel.
I en Dorman Luke-konstruktion är varje yta på en dual polyeder den duala polygonen för motsvarande vertexfigur.

## Dualitet hos fyrhörningar
Som ett exempel på kant-hörn-dualiteten hos polygoner kan man betrakta egenskaper hos en cyklisk fyrhörning och en tangentfyrhörning.
| Cyklisk fyrhörning                                                        | Tangentfyrhörning                                                    |
| ------------------------------------------------------------------------- | -------------------------------------------------------------------- |
| Omskriven cirkel                                                          | Inskriven cirkel                                                     |
| Sidornas mittpunktsnormaler skär varandra i omskrivna cirkelns medelpunkt | Vinklarnas bisektriser skär varandra i inskrivna cirkelns medelpunkt |
| Summan av de två paren motsatta vinklar är lika                           | Summan av de två paren motsatta sidor är lika                        |

Denna dualitet framträder tydligare om man jämför en likbent parallelltrapets med en drake.
| Likbent parallelltrapets                   | Drake                                     |
| ------------------------------------------ | ----------------------------------------- |
| Två par av lika intilliggande hörn         | Två par av lika intilliggande kanter      |
| Ett par av lika motstående kanter          | Ett par av lika motstående hörn           |
| En symmetriaxel genom två motstående sidor | En symmetriaxel genom två motstående hörn |
| Omskriven cirkel                           | Inskriven cirkel                          |

## Typer av dualitet

### Rektifikation
Den enklaste kvalitativa konstruktionen av en dual polygon är en rektifikationsoperation, varigenom en polygons kanter trunkeras ner till hörn belägna vid mitten av varje ursprunglig kant. Nya kanter bildas mellan dessa nya hörn.
Denna konstruktionsmetod är inte reversibel. Det vill säga att den polygon som genereras av att upprepa proceduren två gånger i allmänhet inte liknar ursprungspolygonen.

### Polär reciprokation
Liksom med duala polyedrar kan man ta en cirkel (inskriven cirkel eller omskriven cirkel) och utföra polär reciprokation genom den.

### Projektiv dualitet
Under projektiv dualitet är dualen till en punkt en linje och dualen till en linje en punkt - sålunda är dualen till en polygon en polygon, med hörn hos den ursprungliga som motsvarar kanterna på dualen och vice versa.
Sett från dualkurvans synpunkt, där man för varje punkt på kurvan associerar punkt-dualen till tangenten i punkten på kurvan, kan den projektiva dualen tolkas enligt:
- varje punkt i kanten på en polygon har samma tangent vilken sammanfaller med kanten själv - de avbildas därför på samma hörn i den duala polygonen
- vid ett hörn är alla "tangentlinjerna" till hörnet de linjer som går genom punkten med en vinkel mellan de dvå kanterna som möts i hörnet - dualpunkterna till dessa linjer är då kanten i dualpolygonen.

### Kombinatoriskt
Kombinatoriskt kan man definiera en polygon som en mängd hörn, en mängd kanter och en incidensrelation (vilka kanter och hörn som möts): Två intilliggande hörn definierar en kant och, dualt, två intilliggande kanter definierar en kant, Den duala polygonen eerhålls genom att byta hörnen och kanterna mot varandra.
Sålunda, för triangeln med hörnen {A,B,C} och kanterna {AB,BC,CA} har den duala triangeln hörnen {AB,BC,BA} och kanterna {A,B,C}, där B sammanbinder AB och BC, etcetera.
Detta är inte en speciellt fruktbar väg eftersom det, kombinatoriskt, finns en enda polygonfamilj (som ges av antalet kanter) och den geometriska dualiteten är mer varierad, liksom kombinatoriska duala polyedrar.